# Distretto di Harghita
Il distretto di Harghita in ungherese Hargita megye, in romeno Județul Harghita ) è uno dei 41 distretti della Romania, ubicato nella regione storica della Transilvania.

## Centri principali
| Comune                  | Abitanti |
| ----------------------- | -------- |
| Miercurea Ciuc          | 41 971   |
| Odorheiu Secuiesc       | 36 320   |
| Gheorgheni              | 19 705   |
| Toplița                 | 15 770   |
| Cristuru Secuiesc       | 10 365   |
| Bălan                   | 7 899    |
| Vlăhița                 | 7 014    |
| Praid                   | 6 698    |
| Sândominic              | 6 478    |
| Corund                  | 6 266    |
| Remetea                 | 6 261    |
| Dati del 1º luglio 2007 |          |

## Geografia antropica
Il distretto è composto da 4 municipi, 5 città e 58 comuni.

### Municipi
- Miercurea Ciuc
- Gheorgheni
- Odorheiu Secuiesc
- Toplița

### Città
- Băile Tușnad
- Bălan
- Borsec
- Cristuru Secuiesc
- Vlăhița

### Comuni
- Atid
- Avrămești
- Bilbor
- Brădești
- Căpâlnița
- Cârța
- Ciceu
- Ciucsângeorgiu
- Ciumani
- Corbu
- Corund
- Cozmeni

- Dănești
- Dârjiu
- Dealu
- Ditrău
- Feliceni
- Frumoasa
- Gălăuțaș
- Joseni
- Lăzarea
- Leliceni
- Lueta
- Lunca de Jos

- Lunca de Sus
- Lupeni
- Mădăraș
- Mărtiniș
- Merești
- Mihăileni
- Mugeni
- Ocland
- Păuleni-Ciuc
- Plăieșii de Jos
- Porumbenii Mari
- Praid

- Racu
- Remetea
- Satu Mare
- Săcel
- Sărmaș
- Sâncrăieni
- Sândominic
- Sânmartin
- Sânsimion
- Sântimbru
- Secuieni

- Siculeni
- Subcetate
- Suseni
- Șimonești
- Tomești
- Tulgheș
- Tușnad
- Ulieș
- Vărșag
- Voșlăbeni
- Zetea